# Regió de Debub
Debub o Regió del Sud és una regió (zoba) d'Eritrea, en la part sud-oest del país. La seva capital és la ciutat de Mendefera.

## Departaments
Aquesta regió posseeix una subdivisió interna composta pels següents districtes:
- Adi Keyh
- Adi Quala
- Areza
- Debarwa
- Dekemhare
- Hadidia
- Kudo Be'ur
- Mai-Mne
- Mendefera
- Segeneiti
- Senafe
- Tera-Emni
- Tsorona
- Shiketi

## Territori i població
La regió de Debub té una superfície de 33200 km². Dins de la mateixa hi habita una població de 1,103,742 persones (xifres del cens de l'any 2006).